# 14 Shots to the Dome
14 Shots to the Dome è il quinto album in studio del rapper statunitense LL Cool J, pubblicato nel 1993.
| Recensione                    | Giudizio |
| ----------------------------- | -------- |
| AllMusic                      | [ 1 ]    |
| Robert Christgau              | B        |
| Rolling Stone                 | [ 4 ]    |
| The Rolling Stone Album Guide | [ 5 ]    |
| Entertainment Weekly          | A        |

## Tracce
1. How I'm Comin'
2. Buckin' Em Down'
3. Stand By Your Man
4. A Little Somethin'
5. Pink Cookies in a Plastic Bag Getting Crushed by Buildings
6. Straight from Queens (feat. Lt. Stitchie)
7. Funkadelic Relic
8. All We Got Left Is the Beat
9. (NFA) No Frontin' Allowed (feat. Lords of the Underground)
10. Back Seat (of My Jeep)
11. Soul Survivor
12. Ain't No Stoppin' This
13. Diggy Down
14. Crossroads

## Classifiche
| Classifica (1993)         | Posizione massima |
| ------------------------- | ----------------- |
| Regno Unito               | 74                |
| Stati Uniti               | 5                 |
| US Top R&B/Hip-Hop Albums | 1                 |